# Carrera de pista (motociclismo)

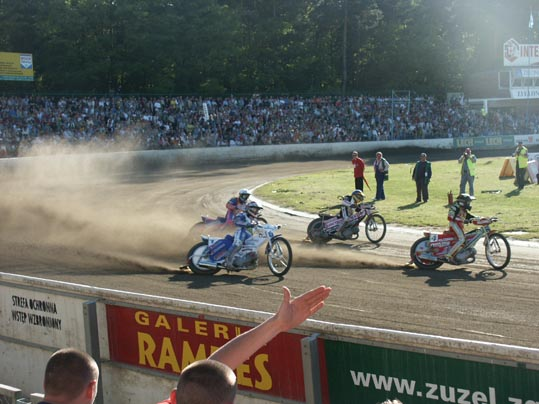
Pilotos de Speedway deslizándose en una esquina

Las carreras de pista son una forma de carreras de motocicletas en las que equipos o individuos compiten con oponentes en una pista ovalada sin pavimentar. Hay diferentes variantes, y cada variante corre sobre un tipo de superficie diferente.
La variante más común es Speedway, que cuenta con muchas competiciones profesionales nacionales e internacionales en varios países.
Administrado internacionalmente por la Federación Internacional de Motociclismo (FIM), este deporte se hizo popular en la década de 1920 y lo sigue siendo en la actualidad.

## Naturaleza del deporte
Las carreras en pista involucran entre cuatro y seis, a veces ocho competidores, que recorren una pista ovalada en sentido contrario a las agujas del reloj durante un número determinado de vueltas (generalmente de cuatro a seis, a veces ocho), y se otorgan puntos a todos menos al último finalista en una pista deslizante.
Estos puntos se acumulan a lo largo de varias eliminatorias, siendo el ganador el equipo o individuo que haya obtenido más puntos en general.
Las máquinas utilizadas son motocicletas personalizadas, no tienen frenos y funcionan con metanol. Speedway también utiliza motocicletas sin marchas ni suspensión trasera. El uso de metanol significa que los motores pueden funcionar con relaciones de compresión altas, lo que resulta en más potencia y velocidades más altas (aproximadamente 130 km/h en las curvas), aunque la habilidad necesaria en la Carrera de Pista radica en la capacidad general del piloto para controlar su motocicleta en las curvas y así evitar perder posiciones por desaceleración.
Esto ha resultado en el uso de powersliding o andanada como técnica en la mayoría de las variantes del deporte para progresar en la pista.

## Características de la pista
Las competiciones se llevan a cabo en pistas definidas por la FIM como las siguientes:
Pista de carreras: una pista con una superficie superior de granito, esquisto, gránulos de ladrillo o material similar sin aglutinar enrollado sobre el terreno base.</br> Longtrack: arena, esquisto o material suelto similar enrollado sobre el terreno base</br> Grasstrack: césped firme y nivelado con pequeñas ondulaciones</br> Ice Speedway: hielo con un espesor mínimo de 10 cm

## Variantes del deporte.

### Speedway
Las carreras de velocidad se llevan a cabo en una pista ovalada plana que mide entre 260 y 425 metros de largo, generalmente compuesta de tierra o esquisto poco compactado. Los competidores usan esta superficie suelta para deslizar sus máquinas hacia los lados en las curvas usando la rueda trasera para reducir la velocidad y al mismo tiempo proporcionar el impulso para impulsar la motocicleta hacia adelante y alrededor de la curva.
La normativa FIM establece que las motos utilizadas deben carecer de frenos, funcionar con metanol puro, utilizar una sola marcha y pesar un mínimo de 78 kg. Las carreras constan de entre cuatro y seis corredores que compiten en cuatro a seis vueltas.
Originario de Nueva Gales del Sur, Australia, en la década de 1920, ahora hay competiciones tanto nacionales como internacionales en varios países, incluida la Copa del Mundo de Speedway, mientras que el individuo con mayor puntuación general en los eventos del Gran Prix de Speedway es declarado campeón mundial de Speedway.

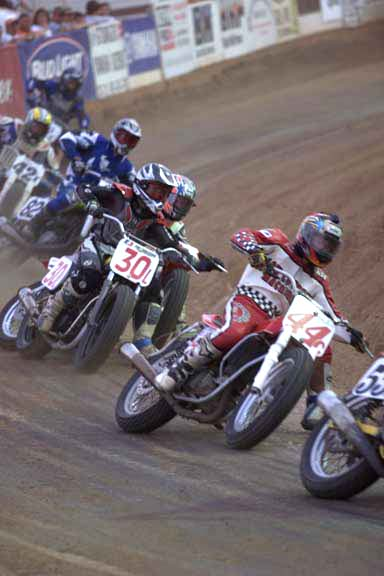
Flattrackers entrando en una esquina.

### Pista plana
Las motocicletas de Flat Track (pista plana) pueden tener motores de dos o cuatro tiempos en una competición amateur. Las motocicletas Flat Track tienen suspensión delantera y trasera, y frenos traseros. Los frenos son los que lo hacen distinto del speedway, ya que los frenos permiten una técnica de manejo en las curvas diferente. Las motos de cuatro tiempos dominan la competición profesional y, según el lugar, pueden ser monocilíndricas o multicilíndricas. Las pistas de carreras varían en longitud desde 400 metros hasta 1600 metros.
Los ciclistas exitosos a menudo pasan a las carreras en ruta, que son considerablemente más lucrativas. Muchos de los mejores pilotos estadounidenses del Campeonato Mundial de Motociclismo comenzaron sus carreras como corredores de pista plana.

### Pista de hierba
Las carreras Grasstrack (pista de hierba) se llevan a cabo en una pista ovalada plana generalmente construida en un campo. Las motocicletas tienen dos marchas, suspensión trasera, carecen de frenos y tienen una longitud total mayor que las motocicletas de carrera.
Las carreras suelen desarrollarse en cuatro vueltas desde parado. A diferencia del Speedway, que tiene cuatro corredores por carrera, las carreras de Grasstrack pueden tener muchos corredores en cada serie y el circuito normalmente es más largo, lo que permite velocidades más altas.
Grasstrack, de manera controvertida, no tiene su propio Campeonato Mundial FIM oficial. Muchos consideran al Campeonato Mundial de Longtrack como el campeonato más importante de este deporte, debido a que varias rondas del Campeonato Mundial de Longtrack se llevan a cabo en circuitos de Grasstrack.
El deporte organiza sus propios campeonatos europeos. Tanto el Campeonato de Europa en solitario como el Campeonato de Europa con sidecar se celebran anualmente en todo el continente.
Los actuales campeones de Europa son Mathieu Tresarrieu de Francia (Solos) y la pareja formada por William Mattihjssen y Sandra Mollema de Holanda (Sidecars).

### Pista larga
Longtrack es una variante de Grasstrack y speedway, que se desarrolla en pistas de hasta 1200 metros de longitud y con velocidades que alcanzan 140-160 km/h. La maquinaria y reglas utilizadas son las mismas que para Grasstrack. Otra diferencia es que los circuitos de larga distancia suelen ser de arena, en lugar de hierba.
Este deporte es popular en Alemania, posiblemente más que el speedway. Esto significa que la mayoría de las pistas se encuentran en ese país, aunque también se pueden encontrar pistas en la República Checa, Finlandia y Noruega. Ocasionalmente, las reuniones de Longtrack se llevan a cabo en Australia y Estados Unidos, pero generalmente se llevan a cabo alrededor de pistas de trote de caballos durante la temporada baja.
Existen dos campeonatos mundiales en el ámbito deportivo, uno de carácter individual y otro que involucra a equipos nacionales, los cuales se llevan a cabo cada año. El primero de ellos es el Campeonato Mundial de Longtrack, una serie de estilo Gran Premio que se desarrolla a lo largo de toda la temporada. Al finalizar la serie, el piloto que acumule la mayor cantidad de puntos se consagra como el Campeón del Mundo. Por otro lado, el segundo campeonato es el Longtrack of Nations, un evento anual único en el que participan equipos representativos de diferentes países.

### Pista de hielo

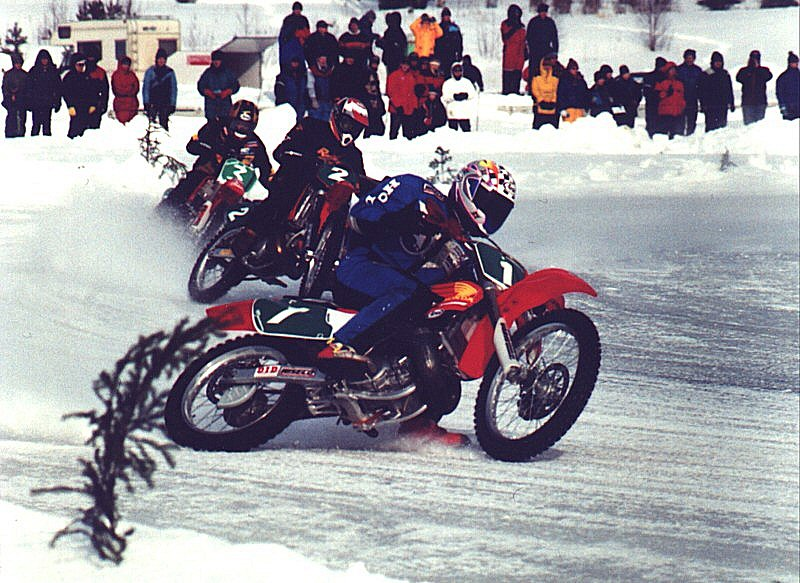
Carreras sobre hielo en Finlandia.

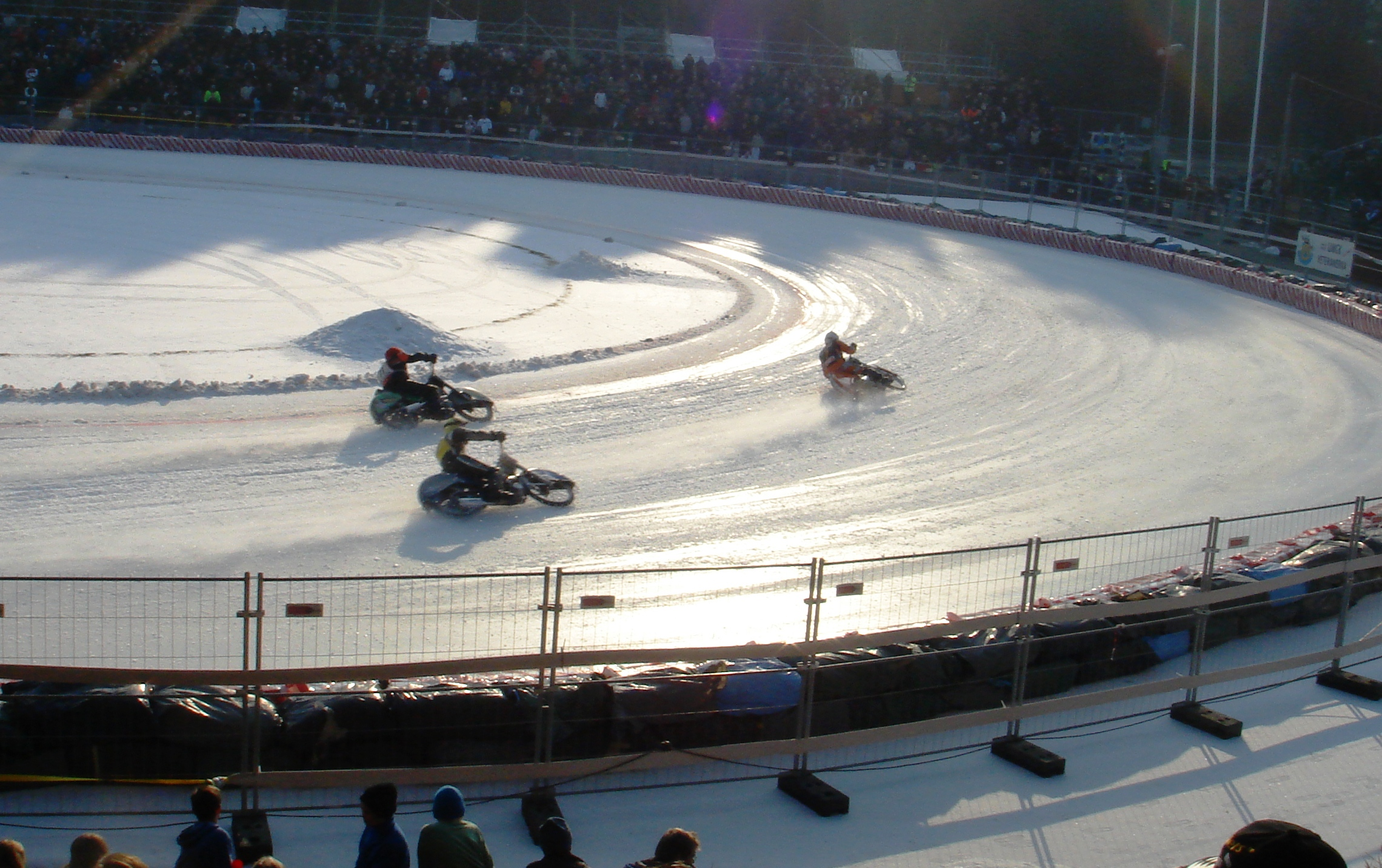
Carreras sobre hielo con neumáticos con clavos.

Las competencias de velocidad sobre hielo engloban una categoría de motocicletas que se asemeja al Speedway sobre hielo. Las motocicletas circulan en sentido antihorario en pistas ovaladas que varían entre 260 y 425 metros de extensión. La configuración de la carrera y el sistema de puntuación son análogos a los del Speedway.
El deporte comprende dos categorías: neumáticos de goma y neumáticos con clavos. La modalidad de neumáticos con clavos implica la participación de motociclistas que utilizan motocicletas con clavos de una pulgada de longitud en cada neumático, sin banda de rodadura. Cada motocicleta cuenta con 90 clavos en la rueda delantera y 200 en la trasera (o incluso más).
En la categoría de neumáticos con clavos no se produce ningún movimiento lateral en las curvas debido al agarre que producen los clavos que se clavan en el hielo. En cambio, los motociclistas inclinan sus motocicletas en las curvas en un ángulo en el que el manillar apenas roza la superficie de la pista. Este estilo de conducción es diferente al utilizado en otras disciplinas de carreras en pista. Esto significa que los corredores de esta disciplina rara vez participan en Speedway o sus otras variantes y viceversa.
La mayoría de las competencias individuales y por equipos se celebran en Rusia, Suecia y Finlandia, pero también se celebran eventos en la República Checa, Alemania, los Países Bajos y, ocasionalmente, en otros países.